# Віднів
Ві́днів (пол. Udnów, Odnów) — село у Львівському районі Львівської області. Відноситься до Куликівської селищної громади. На краю Віднева збереглася дерев'яна церква Різдва Пр. Богородиці 1738. Збудована коштом власника села королевича Якуба Людвіка Собеського у 1738 р. на місці, де здавна стояла церква.

## Історія

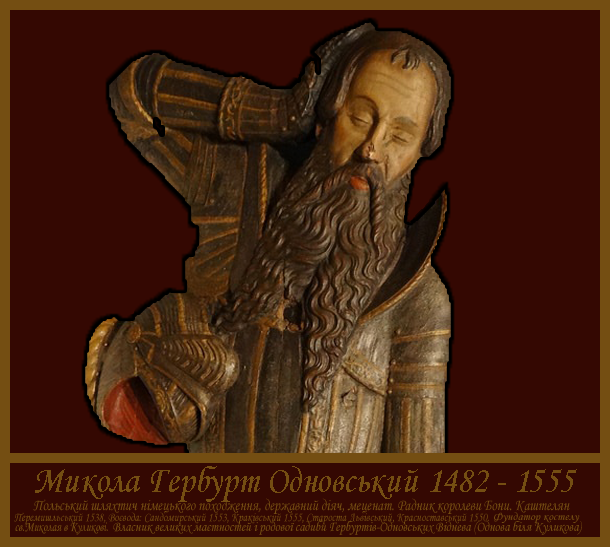
Миколай Гербурт Одновський, власник родової садиби Гербуртів-Одновських у Відневі поблизу Куликова

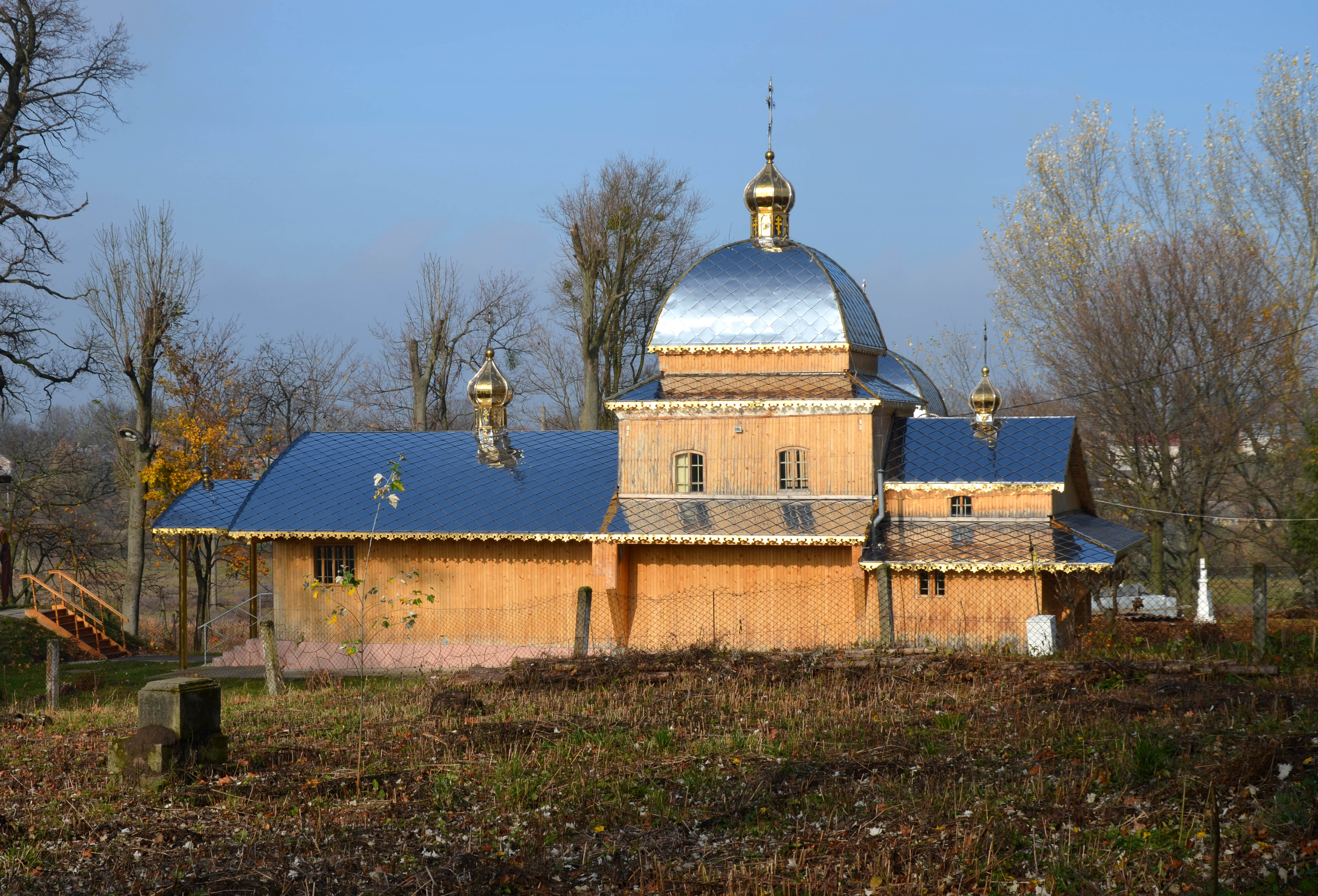
Дерев'яна церква Різдва Пр. Богородиці 1738

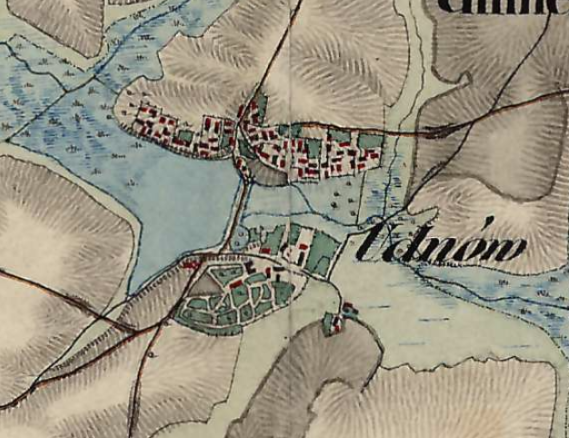
Віднів на мапі XIX століття. На півдні видно церкву біля колись величезних ставів, та палац з садами біля ставу

Село, належало до Жовківського повіту, 18 км на пд.-сх. від Жовкви, 6 км на пд.-схід від Куликова. На північ лежать Артасів і Звертів, на схід Сулимів, на південь Нове Село, на захід Нове Село і Гребінці. В північній частині лежав фольварк Батівка. На півдні підвищення висотою 279 м.
Віднів вперше згадується у 1392 році, коли Пашко (або ж Ясько) з Яричева отримав надання на «Podlesky, Chrzenow, Bliszow, Rudnicze, Zapithow et Dnowo (Віднів) in [districtu] Podhorayensi»
З Віднева походила гілку роду шляхтичів Гербуртів, які називались «Одновськими».
15 серпня 1598 року продає Костянтин Корнякт, власник Віднева і Куликова, млин у Куликові міщанину Куликовському.
У Відневі був великий мурований польський двір-садиба збудований під кінець XVIII століття за Антонія Батовського. Знищений у 1914—1918.
1880 року було 44 будинки, 212 жителі в гміні, 9 будинків, 82 жителі на території двору. (238 греко-католиків, 49 римо-католиків, 7 ізраелітів; 217 русинів, 70 поляків, 7 німців). Парафія римо-католицька була в Куликові, греко-католицька в Сулимові. В селі була церква Рождества Діви Марії і однокласна школа.

## Населення

### Мова
Розподіл населення за рідною мовою за даними перепису 2001 року:
| Мова       | Кількість | Відсоток |
| ---------- | --------- | -------- |
| українська | 462       | 100%     |

## Видатні особи
- Свинар Петро Петрович (13 березня 1995 — 21 січня 2024) — солдат ЗСУ, загинув в місті Мирноград Покровського району Донецької області. Народився у Відневі[9].